# Gorgos
Gorgos (altgr. Γόργος, lat. Gorgus) ist ein antiker, griechischer, männlicher Personenname. Der Name bedeutet wild oder starrblickend.

## Bekannte Namensträger
- der Sohn des messenischen Heros Aristomenes, siehe Gorgos (Messenien)
- ein König der zypriotischen Stadt Salamis, siehe Gorgos (Salamis)
- ein Staatsmann und Diplomat aus Jasos, siehe Gorgos von Iasos
- ein Tyrann von Ambrakia, siehe Gorgos (Tyrann von Ambrakia)
- ein Athlet und Diplomat des Philipp V. von Makedonien, siehe Gorgos (Sohn des Eukletos)
- ein Athener Töpfer, siehe Gorgos (Töpfer)